# Кадыралиев, Жоомарт Асаналиевич
Жоомарт Асаналиевич Кадыралиев (18 июля 1946, Сары-Булак, Фрунзенская область — 5 февраля 2015, Бишкек) — советский и киргизский художник, народный художник Кыргызской Республики (1993), лауреат Государственной премии имени Токтогула Сатылганова (1998).

## Биография
В 1966 году окончил Фрунзенское художественное училище, в 1974 — Московский государственный художественный институт им. В. И. Сурикова. В 1980 г. — аспирантуру Творческой мастерской живописи при Академии художеств СССР. После окончания ВУЗа преподавал во Фрунзенском художественном училище.
Создал большое количество станковых произведений. К третьему тысячелетию города Ош им была создана монументальная сюжетно-историческая композиция «Заря от веков» в фойе Ошской областной филармонии, в мемориальном комплексе Манас Ордо в Таласской области он создал серию сюжетов по мотивам эпоса «Манас», в 2007 г. творческой группой под руководством Ж.Кадралиева в городе Москве установлен памятник Манасу.
Был известен как композитор, автор популярных музыкальных произведений.

## Награды и звания
- Орден «Манас» III степени (2003)[1].
- Народный художник Кыргызской Республики (1993).
- Памятная юбилейная медаль «Манас-1000» (1995)[2]
- Государственная премия имени Токтогула Сатылганова (1998).